# Кім Пхан Кон
Кім Пхан Кон (кор. 김판곤, нар. 1 травня 1969, Чінджу) — південнокорейський футболіст, що грав на позиції вінгера. По закінченні виступів на футбольних полях — південнокорейський футбольний тренер. З 2024 року очолює тренерський штаб клубу "Ульсан Хьонде.

## Ранні роки життя
Кім Пхан Кон народився в селянській родині в Чінджу, невеликому місті в провінції Південний Кьонсан. Він був наймолодшим із 5 дітей, і його сім'я щоп'ятниці встановлювала кіоски для продажу їжі за 5 кілометрів від Чінджу. Кім любив футбол, але в середній школі, яку він відвідував, не було власної команди. Щоб грати у футбол у середній школі, він вступив до середньої школи Чаншин у Масані, за годину їзди від його рідного міста, та до університету Хонам, відомим як неофіційна футбольна школа.

## Клубна кар'єра
Навчаючись в університеті, Кім привернув увагу головного тренера клубу «Ульсан Хьонде» Чха Бом Ґина, і розпочав виступи у професійному футболі в складі «Ульсан Хьонде» з 1992 року. Однак гра у професійній лізі Кімові не пішла, і йому довелося перенести 7 операцій через травму гомілки на третьому році виступів. У 1997 році футболіст перейшов до іншого клубу К-Ліги «Чонбук Дінос», але не зміг відновитися після наслідків травми, й того ж року завершив кар'єру гравця.
Кім деякий час працював тренером у середній школі, але поїхав до Гонконгу, щоб повернутися у професійний футбол. У 2000 році він став гравцем гонконзького клубу «Інстант Дікт» (перейменованого за короткий час на «Дабл Флауер») у Першому дивізіоні Гонконгу. Кім був у складі команди, яка в сезоні 2000—2001 років виграла Кубок Гонконгу, а в 2002 році перейшов у «Булер Рейнджерс», де протягом 2 років працював граючим тренером.

## Тренерська кар'єра

### Пусан Ай Парк
Кім повернувся до Південної Кореї у 2004 році, та отримав диплом професійного футбольного тренера АФК, найвищий рівень тренерської ліцензії в Азії. На той час тільки п'ятеро інших південнокорейців мали таку ж кваліфікацію. У 2005 році він став помічником головного тренера клубу «Пусан Ай Парк» Іана Портерфілда.
Протягом 4 років у Пусані Кім допомагав своїй команді як виконуючий обов'язки головного тренера щоразу, коли в команди виникали кризові ситуації. Він здобув першу перемогу «Пусана» в сезоні 2006 року у своєму другому матчі як виконуючого обов'язки головного тренера клубу 8 квітня 2006 року після того, як його попередник Портерфілд не зміг здобути перемогу в 21 матчі поспіль, і здобув 4 перемоги поспіль у цьому ж місяці. Цю раптову зміну гри команди корейські засоби масової інформації назвали «магією Пхан Кона». Кім знову став асистентом головного тренера команди після того, як Андре Еглі в липні 2006 року був призначений головним тренером «Пусана». Однак Еглі в червні 2007 року раптово оголосив про свою відставку під час тренувального збору у США, і Кім знову керував «Пусаном» як тимчасовий головний тренер до кінця сезону. Команда у липні призначила Пак Сон Хва новим головним тренеромі, але Пак перейшов на роботу до олімпійської збірної Південної Кореї лише через 17 днів.

### Саут Чайна і Гонконг
3 грудня 2008 року Кім став головним тренером клубу Першого дивізіону Гонконгу «Саут Чайна». Під керівництвом Кіма «Саут Чайна» виграв Кубок місячного Нового року 2009 року після перемоги над командою всіх зірок ліги та празькою «Спартою». Після перемоги «Саут Чайна» в чемпіонаті сезону 2008—2009 років він одночасно став головним тренером збірної Гонконгу. Кім на чолі «Саут Чайна» також здобув перемогу з рахунком 2-0 над «Тоттенгем Готспур» у передсезонному товариському матчі, та вийшов до півфіналу Кубка АФК 2009 року. Кім завершив успішний рік роботи, привівши молодіжну збірну Гонконгу до перемоги на Східноазійських іграх.
11 грудня 2010 року, після поразки від «Кітчі» з рахунком 3-4, Кім Пхан Кон пішов у відставку з поста тренера «Саут Чайна», посилаючись на стан здоров'я, у зв'язку з чим він мав лікуватися в Південній Кореї.

### Кьоннам
26 листопада 2010 року Кім був переведений з посади головного тренера на посаду консультанта з фізичної підготовки клубу «Саут Чайна», і пізніше повернувся до Південної Кореї на посаду консультанта з тактичних питань клубу К-Ліги «Кьоннам». Кім заявив засобам масової інформації, що через низку проблеми з серцем і печінкою він не міг продовжити роботу головним тренером клубу «Саут Чайна», а лікуватися йому було б зручніше в Південній Кореї. Раніше "Кьоннам"запрошував його на посаду головного тренера, але Кім погодився лише виконувати функції консультанта з тактики, а його сім'я залишилася в Гонконзі. Однак через стан здоров'я дружини, яка живе в Гонконзі, Кім повернувся до Гонконгу вже за рік.

### Повернення до Гонконгу
Кім раптово з'явився в Гонконзі 5 жовтня 2011 року, заявивши засобам масової інформації, що його здоров'я відновилося, і минулого тижня він подав заявку до Гонконзької футбольної асоціації на посаду нового головного тренера національної збірної Гонконгу. Він також підтвердив, що його контракт з клубом «Кьоннам» діє ще один рік, але він буде звільнений, якщо Гонконзька футбольна асоціація призначить його головним тренером збірної.
22 грудня 2011 року Гонконзька футбольна асоціація призначила Кіма керівником Національної академії футболу. Він повністю відповідав за ідентифікацію, розвиток і тренування всіх гравців віком від 18 років. Після відставки колишнього головного тренера збірної Ерні Мерріка в листопаді 2012 року Кім Пхан Кон став виконуючим обов'язки головного тренера національної збірної Гонконгу. Після цього 28 травня 2013 року Гонконзька футбольна асоціація затвердила Кіма постійним тренером національної збірної Гонконгу. Він підписав контракт із асоціацією на 2,5 роки.
За словами Кіма, більшість гравців збірної Гонконгу не мали середовища, де вони могли б комфортно зосередитися на футболі, оскільки більшість гравців є напівпрофесіоналами. Кім взяв це до уваги і використовував короткий час максимально ефективно. У центрі уваги була фізична сила та організованість. Гравці з Гонконгу працювали разом, проводячи тренування приблизно 2—3 рази на тиждень. Кім вивів молодіжну збірну Гонконгу до стадії плей-оф Азійських ігор 2014 року, набравши 7 очок на груповому етапі, але гонконзька збірна вибула після матчу з майбутніми чемпіонами Південною Кореєю в 1/8 фіналу. У грудні 2015 року Гонконзька футбольна асоціація оголосила, що продовжить контракт Кіма до червня 2018 року. Під час кваліфікації до чемпіонату світу з футболу 2018 року дві нічиї Гонконгу з Китаєм з рахунком 0–0 не лише залучили нових уболівальників, які підтримували команду Гонконгу, але й підвищили популярність Кіма.
Однак Кіма поступово розпочали критикувати за те, що він не зміг пройти кваліфікацію на Кубок Азії 2019 року, та залучив занадто багато гравців іноземного походження. Під час матчу проти Північної Кореї деякі вболівальники підняли гасло «Kim Out», і попросили Кіма піти у відставку через погані виступи у кваліфікації Кубка Азії. Гасла «Геть Кіма» також заполонили соціальні мережі, критикуючи консервативну тактику Кіма та його нездатність грати в атакувальний футбол, що ускладнювало Гонконгу можливість до перемоги. Гонконзькі вболівальники також критикували тренера за те, що після того, як Кім зайняв посаду, в команді значно зросла кількість натуралізованих гравців, через що місцевій молоді було важко знайти можливості боротися за місця в стартовому складі. Деякі натуралізовані гравці команди були досить віковими, зокрема центральний захисник Фестус Байсе з Нігерії та півзахисник Ітапаріка з Бразилії, яким на той час було більше 37 років. Кім відповів уболівальникам щодо напливу натуралізованих гравців під час інтерв'ю в грудні 2019 року, сказавши: «Гонконг — міжнародне місто, кожен хоче бути гонконгцем, і кожен хоче боротися за громадян Гонконгу. Чому їх [натуралізованих гравців] не вітають?».
У грудні 2017 року Кім залишив посаду головного тренера збірної Гонконгу, щоб стати технічним директором Корейської футбольної асоціації.

### Корейська футбольна асоціація
26 грудня 2017 року Кім був призначений віце-президентом Корейської футбольної асоціації і головою комітету посилення. Його довгостроковий план полягав у тому, щоб змінити майбутнє футболу в країні, як у той час, коли він керував національною збірною Гонконгу. Він зробив наголос на спортивній науці та створив футбольну наукову команду в Корейській футбольній асоціації для наукового підходу до лікування, відновлення та силових тренувань гравців. Після того, як він визначив напрямок розвитку як «проактивний футбол», він обрав Паулу Бенту на посаду головного тренера національної збірної, та пояснив свій процес вибору засобам масової інформації.

### Малайзія
21 січня 2022 року Футбольна асоціація Малайзії призначила Кіма новим головним тренером національної збірної Малайзії. Він пішов у відставку з посади технічного директора Корейської футбольної асоціації, та вилетів до Малайзії в середині лютого того ж року з 4 співробітниками: спеціалістами з аналізу та фітнесу, помічниками тренерів і технічними тренерами. Кім підписав дворічний контракт із закінченням у 2024 році, який може бути продовжено, якщо футбольна асоціація буде задоволена грою національної збірної.
У червні 2022 року під час третього раунду кваліфікації Кубка Азії 2023 року Малайзія провела 3 матчі, які розпочалися з перемоги над Туркменістаном з рахунком 3–1 у першому матчі, зазнавши поразки від Бахрейну з рахунком 1–2, та успішно завершила кампанію, перемігши Бангладеш з рахунком 4–1. Таким чином, Малайзія посіла друге місце в групі E після Бахрейну, та автоматично кваліфікувалася на Кубок Азії 2023 року через 42 роки після останнього виграшу відбіркового турніру.
Перед відкриттям Чемпіонату АСЕАН з футболу року Кім відібрав 41 гравця для попереднього складу на змагання, але Тунку Ісмаїл Ідріс, наслідний принц Джохора та власник чемпіона Малайзії клубу «Джохор Дарул Тазім», відмовився відпустити своїх ключових гравців. Цей турнір не був офіційним турніром ФІФА, і клуби не були зобов'язані відпускати гравців. Тому Кім викликав нових гравців, у тому числі натуралізованих малайзійців, і зосередився на тому, щоб побачити, чи гідні вони бути в команді. Малайзійська команда пройшла до півфіналу, зайнявши друге місце в групі після трьох перемог у групі B, де вона змагалася з В'єтнамом, М'янмою, Сінгапуром і Лаосом. Малайзія пройшла до півфіналу і виграла перший матч з рахунком 1–0 у чинного чемпіона Таїланду, але програла в другому матчі з рахунком 3–0.
Малайзія вирушила на Кубок Азії 2023 року з великими очікуваннями, та потрапила в групу з Йорданією, Бахрейном і Південною Кореєю. У рамках підготовки до турніру Малайзія провела товариський матч із Сирією, який завершився нічиєю 2-2.
Малайзія розпочала свій турнір із катастрофічного старту, програвши Йорданії з рахунком 0–4. У другому матчі проти Бахрейну, з яким вони зустрічалися у кваліфікації, малайзійці також програли на останній хвилині. Таким чином, Малайзія не змогла знову пройти далі групового етапу Кубка Азії після 4 виступів, а також боролася за свою першу перемогу в Кубку Азії після останньої перемоги в 1980 році. Кіма різко критикували за використання незвичайної тактики, порівняно з тою, яку він частіше використовував, і за те, що він викликав Начо Інса, якому на той час було 37 років, і він зіграв лише один матч за національну збірну, та востаннє грав у 2018 році. В останньому матчі проти рідної країни Кіма, Південної Кореї, Малайзія з шокуючим рахунком зіграла з південнокорейцями внічию 3–3, таким чином заробивши перше очко для Малайзії на Кубку Азії з 1980 року.
У другому раунді кваліфікації до чемпіонату світу з футболу 2026 року Малайзія очолила групу з 6 очками після перемог над Киргизстаном і Китайським Тайбеєм. Перед початком матчу проти Оману в березні малайзійська команда залишалася оптимістичною щодо отримання позитивних результатів. Проте Малайзія зазнала поразки з рахунком 0-2 як на виїзді, так і вдома. Після цього малайзійська збірна змогла отримати лише 1 очко проти Киргизстану та 3 очки проти Китайського Тайбею, і врешті-решт фінішувала лише на третьому місці з 10 очками, і таким чином Кім не зміг вивести Малайзію до третього раунду кваліфікації чемпіонату світу.
16 липня 2024 року Кім оголосив, що подав у відставку з посади головного тренера національної збірної Малайзії, посилаючись на особисті зобов'язання.

### Ульсан Хьонде
1 листопада 2024 року Кім привів «Ульсан Хьонде» до третього поспіль титулу переможця К-Ліги, після того, як зняв сумніви щодо можливості посісти цю позицію в середині сезону. Того дня команда Кіма перемогла найближчого переслідувача «Канвон» з рахунком 2–1, і забезпечила «Ульсану» чемпіонський титул.

## Особисте життя
Кім Пхан Кон отримав дозвіл на постійне проживання в Гонконзі після 7 років проживання. Його дружина, син і дочка живуть у Гонконзі.

## Титули і досягнення

### Як гравця
- Переможець К-Ліги (1):

«Ульсан Хьонде»: 1996
- Володар Кубка південнокорейської ліги (1):

«Ульсан Хьонде»: 1995
- Володар Кубка Гонконгу (1):

«Інстант Дікт»: 2004
- Найкращий гравець Гонконзької футбольної ліги: 2002—2003[44]

### Як тренера
- Переможець Першого дивізіону Гонконгу (2):

«Саут Чайна» : 2008—2009, 2009—2010
- Переможець Hong Kong Senior Challenge Shield (1):

«Саут Чайна» : 2009—2010
- Переможець Східноазійських ігор (1):

Молодіжна збірна Гонконгу: 2009
- Переможець К-Ліги (1):

«Ульсан Хьонде»: 2024
- Тренер року в Гонконзі: 2010[49]